# Климат Посьета

## Общая характеристика
Климат Посьета муссонный с умеренно холодной зимой и душным продолжительным летом. Зимой преобладает ясная погода, ветер дует с материка и приносит с северо-запада холодные воздушные массы. В первой половине лета преобладает пасмурная погода, во второй половине — облачная и ясная. Летом дуют ветры восточных направлений. Вегетационный период достигает 200 дней в году и является один из самых длинных в Приморье.

### Температура воздуха
Благодаря влиянию тёплого течения Куросио температура воздуха в Посьете в среднем на 1—2 °C выше, чем в краевом центре Владивостоке. В новом веке абсолютный максимум (за период включительно 01.2000—10.2019 гг.) был отмечен 1 августа 2018 года и составил 35,3 °C. Абсолютный минимум за этот период был зафиксирован 12 января 2001 года и составил −23,9 °C.
| Показатель                    | Янв.  | Фев.  | Март  | Апр. | Май  | Июнь  | Июль  | Авг.  | Сен. | Окт. | Нояб. | Дек.  | Год   |
| ----------------------------- | ----- | ----- | ----- | ---- | ---- | ----- | ----- | ----- | ---- | ---- | ----- | ----- | ----- |
| Абсолютный максимум, °C       | 10,0  | 11,3  | 22,4  | 27,9 | 33,5 | 34,4  | 36,1  | 35,3  | 31,5 | 28,7 | 19,5  | 10,9  | 36,1  |
| Средний суточный максимум, °C | −4,2  | −0,4  | 5,5   | 12,3 | 16,6 | 19,5  | 23,4  | 25,4  | 22,2 | 15,5 | 5,6   | −2,4  | 11,6  |
| Средняя температура, °C       | −9    | −5,7  | 0,1   | 6,5  | 11,2 | 15,2  | 19,6  | 21,4  | 17,3 | 10,2 | 0,9   | −6,8  | 6,7   |
| Средний суточный минимум, °C  | −12,5 | −9,6  | −3,8  | 2,8  | 8,0  | 12,7  | 17,5  | 18,9  | 13,7 | 6,3  | −2,4  | −9,9  | 3,5   |
| Абсолютный минимум, °C        | −26,5 | −22,2 | −20,2 | −5,9 | 0,3  | 5,4   | 8,8   | 9,3   | 2,2  | −7,8 | −18,8 | −26,7 | −26,7 |
| Норма осадков, мм             | 11,3  | 9,4   | 19,0  | 42,8 | 89,3 | 100,2 | 153,1 | 151,1 | 89,8 | 53,3 | 30,8  | 12,1  | 762,2 |
| Источник: Погода и Климат     |       |       |       |      |      |       |       |       |      |      |       |       |       |

| Показатель                                                   | Янв.  | Фев.  | Март  | Апр. | Май  | Июнь | Июль | Авг. | Сен. | Окт. | Нояб. | Дек.  | Год  |
| ------------------------------------------------------------ | ----- | ----- | ----- | ---- | ---- | ---- | ---- | ---- | ---- | ---- | ----- | ----- | ---- |
| Абсолютный максимум, °C                                      | 5,1   | 10,4  | 22,4  | 27,8 | 27,7 | 34,4 | 35,1 | 35,3 | 30,9 | 23,9 | 18,1  | 8,0   | 35,3 |
| Средний суточный максимум, °C                                | −4,9  | −1,2  | 5,2   | 12,2 | 16,8 | 19,3 | 24,9 | 26,0 | 22,3 | 15,4 | 5,1   | −3,2  | 11,4 |
| Средняя температура, °C                                      | −9,5  | −6,4  | −0,1  | 6,4  | 11,3 | 15,3 | 21,6 | 22,6 | 17,4 | 10,1 | 0,8   | −7,4  | 6,7  |
| Средний суточный минимум, °C                                 | −12,9 | −10,4 | −4,1  | 2,6  | 8,0  | 12,9 | 18,3 | 19,2 | 13,7 | 6,1  | −2,4  | −10,5 | 3,3  |
| Абсолютный минимум, °C                                       | −23   | −20,4 | −12,4 | −4,7 | 1,7  | 6,0  | 11,4 | 9,3  | 3,4  | −3   | −12,5 | −21,2 | −23  |
| Средняя облачность, окты                                     | 3,5   | 3,7   | 4,8   | 5,6  | 6,6  | 8,0  | 7,9  | 7,1  | 5,5  | 4,2  | 4,1   | 3,5   | 5,4  |
| Норма осадков, мм                                            | 4     | 9     | 22    | 48   | 84   | 86   | 127  | 143  | 83   | 69   | 37    | 22    | 734  |
| Средняя влажность, %                                         | 51    | 52    | 58    | 64   | 77   | 88   | 90   | 83   | 77   | 65   | 60    | 53    | 68,2 |
| Средняя скорость ветра, м/с                                  | 5,0   | 4,1   | 3,7   | 3,5  | 3,1  | 2,5  | 2,4  | 2,6  | 2,7  | 3,3  | 4,0   | 4,9   | 3,5  |
| Источник: Погода и Климат (компиляция данных с метеостанции) |       |       |       |      |      |      |      |      |      |      |       |       |      |

| Среднесуточная температура воздуха по данным НАСА | Среднесуточная температура воздуха по данным НАСА | Среднесуточная температура воздуха по данным НАСА | Среднесуточная температура воздуха по данным НАСА | Среднесуточная температура воздуха по данным НАСА | Среднесуточная температура воздуха по данным НАСА | Среднесуточная температура воздуха по данным НАСА | Среднесуточная температура воздуха по данным НАСА | Среднесуточная температура воздуха по данным НАСА | Среднесуточная температура воздуха по данным НАСА | Среднесуточная температура воздуха по данным НАСА | Среднесуточная температура воздуха по данным НАСА | Среднесуточная температура воздуха по данным НАСА |
| Янв                                               | Фев                                               | Мар                                               | Апр                                               | Май                                               | Июн                                               | Июл                                               | Авг                                               | Сен                                               | Окт                                               | Ноя                                               | Дек                                               | Год                                               |
| −9,4 °C                                           | −6,0 °C                                           | −0,2 °C                                           | 6,3 °C                                            | 11,2 °C                                           | 14,9 °C                                           | 19,1 °C                                           | 21,2 °C                                           | 17,0 °C                                           | 9,9 °C                                            | 0,8 °C                                            | −6,7 °C                                           | 6,6 °C                                            |
| ------------------------------------------------- | ------------------------------------------------- | ------------------------------------------------- | ------------------------------------------------- | ------------------------------------------------- | ------------------------------------------------- | ------------------------------------------------- | ------------------------------------------------- | ------------------------------------------------- | ------------------------------------------------- | ------------------------------------------------- | ------------------------------------------------- | ------------------------------------------------- |

### Температура воды
Купальный сезон в Посьете длится с середины июня до конца сентября. В августе средняя температура воды составляет +23,3 °C, а в течение дня вода прогревается, в среднем, до +24,9 °С.
| Показатель              | Янв. | Фев. | Март | Апр. | Май  | Июнь | Июль | Авг. | Сен. | Окт. | Нояб. | Дек. | Год  |
| ----------------------- | ---- | ---- | ---- | ---- | ---- | ---- | ---- | ---- | ---- | ---- | ----- | ---- | ---- |
| Абсолютный максимум, °C | 0,5  | −0,1 | 6,4  | 11,9 | 18,4 | 25,0 | 28,6 | 29,1 | 26,3 | 20,3 | 15,1  | 4,0  | 29,1 |
| Средний максимум, °C    | −0,9 | −1   | 1,8  | 7,1  | 13,4 | 19,0 | 23,2 | 24,9 | 21,5 | 14,8 | 7,3   | 0,7  | 11,0 |
| Средняя температура, °C | −1,5 | −1,4 | 0,0  | 5,2  | 11,4 | 16,7 | 21,2 | 23,3 | 19,7 | 12,6 | 4,2   | −0,7 | 9,3  |
| Средний минимум, °C     | −1,6 | −1,5 | −0,4 | 3,8  | 9,9  | 15,2 | 19,1 | 21,8 | 18,1 | 9,7  | 2,7   | −1   | 8,0  |
| Абсолютный минимум, °C  | −1,9 | −1,9 | −1,7 | −0,6 | 5,1  | 10,4 | 13,0 | 17,4 | 13,5 | 1,0  | −1,7  | −1,9 | −1,9 |

### Осадки
Среднегодовое количество осадков колеблется в пределах 600—800 мм, их подавляющее большинство приходится на тёплую половину года — с апреля по октябрь (580—750 мм). Наибольшее количество осадков выпадает в августе (150—170 мм), наименьшее — в январе (7-15 мм). В отдельные годы количество осадков может достигать 1000—1200 мм, в отдельные месяцы — 470—490 мм. В летний период, во время прохождения тайфунов, за одни сутки может выпасть более 100 мм осадков.

### Ветер
Сложная орография побережья залива Посьета искажает общий ветровой поток в приземном слое атмосферы и обусловливает местный ветер, отличающийся большой устойчивостью и строгой направленностью. Высокая повторяемость восточных ветров летом и западных в течение остальных сезонов года связана именно с орографией береговой черты. Наибольшие среднемесячные скорости ветра отмечены зимой (4-6 м/с), наименьшие — летом (3-4 м/с). За год на акватории залива Посьета бывает 40-50 дней с сильным ветром (более 15 м/с), из них 75 % приходится на холодную половину года. Средняя многолетняя годовая скорость ветра составляет 4,4-5,7 м/с.

### Облачность и солнечное сияние
Облачность также имеет чётко выраженный годовой ход. Зимой низкие температуры, малое влагосодержание воздуха и устойчивая стратификация обусловливают малооблачную холодную погоду. Лишь периоды прохождения циклонов, сопровождающиеся оттепелями, приводят к увеличению облачности. В летнее время чаще наблюдается пасмурная погода с низкой облачностью и туманами, поскольку в атмосферной циркуляции преобладают ветры южного направления, несущие влажный воздух с океана. В среднем в году наблюдается 80 ясных и 110 пасмурных дней. Максимальная повторяемость ясных дней отмечена в январе (63 %), пасмурных дней — в июле (80 %).
| Солнечное сияние, часов за месяц. | Солнечное сияние, часов за месяц. | Солнечное сияние, часов за месяц. | Солнечное сияние, часов за месяц. | Солнечное сияние, часов за месяц. | Солнечное сияние, часов за месяц. | Солнечное сияние, часов за месяц. | Солнечное сияние, часов за месяц. | Солнечное сияние, часов за месяц. | Солнечное сияние, часов за месяц. | Солнечное сияние, часов за месяц. | Солнечное сияние, часов за месяц. | Солнечное сияние, часов за месяц. | Солнечное сияние, часов за месяц. |
| Янв                               | Фев                               | Мар                               | Апр                               | Май                               | Июн                               | Июл                               | Авг                               | Сен                               | Окт                               | Ноя                               | Дек                               | Год                               |                                   |
| 202                               | 199                               | 205                               | 202                               | 184                               | 152                               | 138                               | 163                               | 208                               | 201                               | 169                               | 180                               | 2203                              |                                   |
| --------------------------------- | --------------------------------- | --------------------------------- | --------------------------------- | --------------------------------- | --------------------------------- | --------------------------------- | --------------------------------- | --------------------------------- | --------------------------------- | --------------------------------- | --------------------------------- | --------------------------------- | --------------------------------- |

### Влажность воздуха
Муссонный климат обусловливает своеобразие годового хода относительной влажности воздуха. В зимнее время влажность воздуха минимальна, среднемесячные значения составляют 53-54 %, летом она может превышать
90 %. Средняя многолетняя суточная амплитуда зимой составляет 5-10 %, летом — 3-7 %. При прохождении мощных барических образований, особенно зимой, она может составлять 30 % и более. Суточный ход влажности противоположен ходу температуры воздуха. В зимнее время максимальная влажность приходится на утренние часы, минимальная — на вечерние. Летом максимум относительной влажности в суточном ходе наступает в предутренние часы, минимум — в середине дня.

### Солнечное сияние
По данным ГМС «Посьет», максимальные значения относительной продолжительности солнечного сияния отмечены в январе-феврале (161—199 ч), минимальные — в июне-июле (107—136 ч). Зимой наибольшая продолжительность
в суточном ходе составляет 70-80 % возможного времени, летом из-за увеличения облачности продолжительность солнечного сияния сокращается до 30-50 %.

## Времена года

### Зима
В зимний период в Посьете господствует сухой и холодный континентальный воздух, обуславливающий ясную холодную погоду. Средняя продолжительность зимнего периода составляет четыре месяца, начало приходится на вторую половину ноября, конец - на вторую половину марта.
На протяжении зимы регулярно случаются оттепели, снежный покров неустойчив.

### Весна
Весна затяжная, для неё характерно частое чередование потеплений и похолоданий. Весна длится со второй половины марта до середины июня.

### Лето
Летом преобладают восточные ветры, приносящие влажный морской воздух. Лето начинается в середине июня и длится почти до конца сентября.
В июне—первой половине июля обычно стоит умеренно-прохладная пасмурная дождливая погода, почти каждый год в июне температура может на несколько дней опуститься до 10−14 °C. Так, в 2006 году с 6-го июня температура держалась на уровне +10...+13 °C в течение 9 дней . Сравнительно низкие температуры июня сдерживают рост растений, однако в то же время климат побережья самый тёплый из всех Тихоокеанских берегов России.
Во второй половине июля и в августе дожди реже, но сильнее, часто в виде ливня. Воздух тёплый и душный, бывает жара с температурой около 30 градусов и выше.

### Осень
Осень длится с конца сентября до второй половины ноября. Как правило, она ясная и сухая. Первые заморозки случаются обычно в конце октября.